# Indra Nooyi
Indra Krishnamurthy Nooyi (Tamil: இந்திரா கிருஷ்ணமூர்த்தி நூயி; 28 oktober 1955) is een genaturaliseerde Amerikaanse ondernemer uit India en de voorzitter en voormalig CEO van PepsiCo, het op een na grootste voedsel- en drankbedrijf, gemeten naar omzet. Ze wordt beschouwd als een van de machtigste vrouwen ter wereld. In 2014 stond ze 13de op de lijst van Forbes met de 100 machtigste vrouwen ter wereld.
In augustus 2018 kondigde ze aan dat ze in oktober zou opstappen.
Ze studeerde bedrijfskunde aan Yale University. In 1980 kwam ze bij de Boston Consultancy Group terecht. In 1994 begon ze te werken bij PepsiCo en in 2001 werd ze benoemd tot Chief Financial Officer.